# Belgisch UFO-meldpunt
Het Belgisch UFO-meldpunt werd in 2007 opgericht door Frederick Delaere en Wim Van Utrecht.
Via het meldpunt kunnen getuigen van vreemde luchtverschijnselen (in de volksmond bekend als ufo's) hun waarneming melden. Een team van onderzoekers probeert dan via een kritisch/wetenschappelijke methode de waarneming verder te onderzoeken in de hoop een verklaring te vinden. In 2020 ontving het meldpunt 451 meldingen.
Sinds de oprichting van het meldpunt werden meer dan 3700 waarnemingen onderzocht.  De meest voorkomende verklaringen zijn vuurballonnen, vliegtuigen, en satellieten. In een klein 60 gevallen kon geen verklaring worden gevonden.
In 2023 kreeg het Belgisch UFO-meldpunt de 'Zesde vijs 2022' toegekend. Dit is een prijs die elk jaar wordt uitgereikt door SKEPP, de Studiekring voor de Kritische Evaluatie van Pseudowetenschap en het Paranormale, aan een persoon of organisatie die zich verdienstelijk heeft gemaakt in het verspreiden van objectieve kennis over deze thema’s.
In 2025 schreven Delaere en Van Utrecht het boek UFO, Niet te geloven! wat we denken te zien en wat we echt zien. Naast een overzicht van het ontstaan van het UFO-fenomeen worden enkele bijzondere UFO-meldingen beschreven en verklaringen voor UFO-meldingen tegen het licht gehouden.